# 수영만 타워
수영만 타워(영어: Suyong Bay Tower)은 대한민국 부산광역시 해운대구 우동에 추진했던 빌딩이었다. 그러나 사업이 취소되었다.

## 같이 보기
- 대한민국의 마천루 목록
- 부산광역시의 마천루 목록